# Лидд (аэропорт)
Аэропорт Эшфорд (англ. London Ashford Airport) или Аэропорт Лидд (англ. Lydd Airport) (ИАТА: LYX, ИКАО: EGMD) — лондонский аэропорт, расположен в 2,2 км к северо-востоку от города Лидд и в 22,2 км к югу от города Эшфорд, Кент, Юго-Восточная Англия.
Аэропорт имеет лицензию (номер P858) для выполнения пассажирских перевозок и обучения пилотов.
В аэропорту базируется авиакомпания Lydd Air, которая осуществляет регулярное авиасообщение с Ле Туке в северной Франции.
Лондонский аэропорт Эшфорд предварительно использовался перевозок через Ла-Манш, и был известен как Lydd Ferryfield. Авиакомпании, которые использовали аэропорт — Silver City (эксплуатировали Douglas Dakota) и British United Air Ferries (BUAF) — впоследствии ставшие British United Airways, (BUA) — использовавшие самолёты Bristol Freighter, Superfreighter и Aviation Traders Carvair, последние три типа использовались для перевозки автомобилей и их владельцев через Ла-Манш. Самым популярным направлением был Ле Туке.

## Будущее
В аэропорт планируются многомиллионные инвестиции в новое здание терминала и удлинение взлётно-посадочной полосы. Новый терминал сможет обслуживать 500 000 пассажиров в год. Увеличение взлётно-посадочной полосы не только позволит более крупным самолётам приземляться в аэропорту, но и позволит тем, которые эксплуатируются сегодня, летать с большим полезным грузом и большим количеством топлива. Планы относительно нового терминала и увеличения взлётно-посадочной полосы были представлены местному совету (см. здесь и здесь).
Эти планы вызвали протесты на местном и национальном уровне, так как ожидается негативный экологический эффект на местные заповедники.
Расположенный в 60 милях от Чаринг Кросс, аэропорт находится вдвое дальше других удалённых от Лондона аэропортов (Саусенд 35 миль, Станстед 30 миль, Лутон 27 миль). Скоростные поезда от станции Ashford International достигают Лондона за 35-40 минут, но эта станция находится в 20-30 минутах езды автобусом от аэропорта.

## Авиакомпании
- Lydd Air (Ле Туке (регулярные рейсы), Амстердам, Брюссель, Кале, Нормандские острова, Шербур, Остенде, Париж, Ренн).

## Аэроклубы
Lydd Aero Club — аэроклуб, осуществляющий подготовку пилотов по лицензиям NPPL и PPL.